# Саймондс (Карлтон, Нью-Брансвік)
Саймондс (англ. Simonds) — парафія в Канаді, у провінції Нью-Брансвік, у складі графства Карлтон.

## Населення
За даними перепису 2016 року, парафія нараховувала 473 особи, показавши скорочення на 16,3%, порівняно з 2011-м роком. Середня густина населення становила 6,3 осіб/км².
З офіційних мов обидвома одночасно володіли 35 жителів, тільки англійською — 445. Усього 10 осіб вважали рідною мовою не одну з офіційних, з них 5 — українську.
Працездатне населення становило 62,5% усього населення, рівень безробіття — 8% (7,1% серед чоловіків та 9,5% серед жінок). 86% осіб були найманими працівниками, а 16% — самозайнятими.
Середній дохід на особу становив $40 260 (медіана $30 432), при цьому для чоловіків — $48 912, а для жінок $31 642 (медіани — $32 704 та $25 856 відповідно).
31,3% мешканців мали закінчену шкільну освіту, не мали закінченої шкільної освіти — 17,5%, 51,3% мали післяшкільну освіту, з яких 26,8% мали диплом бакалавра, або вищий.
| Статево-вікова структура населення | Статево-вікова структура населення | Статево-вікова структура населення | Статево-вікова структура населення | Статево-вікова структура населення |
| ---------------------------------- | ---------------------------------- | ---------------------------------- | ---------------------------------- | ---------------------------------- |
|                                    |                                    |                                    |                                    |                                    |
| Всього                             | Всього                             | 48,4%51,6%                         |                                    |                                    |
| 0 — 14 років                       | 0 — 14 років                       |                                    | 13,7%                              | 13,7%                              |
| 15 — 64 років                      | 15 — 64 років                      |                                    | 63,2%                              | 63,2%                              |
| 65 і більше                        | 65 і більше                        |                                    | 23,2%                              | 23,2%                              |
| 85 і більше                        | 85 і більше                        |                                    | 2,1%                               | 2,1%                               |
| Середній вік (років)               | Середній вік (років)               | 46,244,5                           | 45,3                               | 45,3                               |
| Медіана (років)                    | Медіана (років)                    | 50,048,8                           | 49,1                               | 49,1                               |
| — чоловіки — жінки                 |                                    |                                    |                                    |                                    |

| Походження мешканців:     | Походження мешканців:     | Походження мешканців: | Походження мешканців: | Походження мешканців: |
| ------------------------- | ------------------------- | --------------------- | --------------------- | --------------------- |
| Походження                |                           |                       | осіб                  | %                     |
| Корінні американці        | Корінні американці        |                       | 0                     | 0%                    |
| Інше північноамериканське | Інше північноамериканське |                       | 155                   | 32.98%                |
| Європейське               | Європейське               |                       | 365                   | 77.66%                |
| британське                | британське                |                       | 335                   | 71.28%                |
| французьке                | французьке                |                       | 40                    | 8.51%                 |
| Азійське                  | Азійське                  |                       | 10                    | 2.13%                 |

| Зайнятість населення за галузями (за класифікацією NOC): | Зайнятість населення за галузями (за класифікацією NOC): | Зайнятість населення за галузями (за класифікацією NOC): | Зайнятість населення за галузями (за класифікацією NOC): | Зайнятість населення за галузями (за класифікацією NOC): |
| -------------------------------------------------------- | -------------------------------------------------------- | -------------------------------------------------------- | -------------------------------------------------------- | -------------------------------------------------------- |
|                                                          |                                                          |                                                          |                                                          |                                                          |
| Управління                                               | Управління                                               |                                                          | 13,7%                                                    | 13,7%                                                    |
| Бізнес, фінанси та адміністрування                       | Бізнес, фінанси та адміністрування                       |                                                          | 15,7%                                                    | 15,7%                                                    |
| Природничі та прикладні науки                            | Природничі та прикладні науки                            |                                                          | 5,9%                                                     | 5,9%                                                     |
| Охорона здоров'я                                         | Охорона здоров'я                                         |                                                          | 3,9%                                                     | 3,9%                                                     |
| Освіта, правозахист, муніципальні та урядові служби      | Освіта, правозахист, муніципальні та урядові служби      |                                                          | 15,7%                                                    | 15,7%                                                    |
| Мистецтво, культура, відпочинок та спорт                 | Мистецтво, культура, відпочинок та спорт                 |                                                          | 3,9%                                                     | 3,9%                                                     |
| Роздрібна торгівля та послуги                            | Роздрібна торгівля та послуги                            |                                                          | 15,7%                                                    | 15,7%                                                    |
| Гуртова торгівля, транспорт та обладнання                | Гуртова торгівля, транспорт та обладнання                |                                                          | 21,6%                                                    | 21,6%                                                    |
| Виробництво                                              | Виробництво                                              |                                                          | 7,8%                                                     | 7,8%                                                     |

## Клімат
Середня річна температура становить 4,5°C, середня максимальна – 23,4°C, а середня мінімальна – -18,8°C. Середня річна кількість опадів – 1 051 мм.
| Клімат поселення                              | Клімат поселення | Клімат поселення | Клімат поселення | Клімат поселення | Клімат поселення | Клімат поселення | Клімат поселення | Клімат поселення | Клімат поселення | Клімат поселення | Клімат поселення | Клімат поселення | Клімат поселення |
| Показник                                      | Січ.             | Лют.             | Бер.             | Квіт.            | Трав.            | Черв.            | Лип.             | Серп.            | Вер.             | Жовт.            | Лист.            | Груд.            |                  |
| Середній максимум, °C                         | −5,1             | −3,72            | 2,71             | 10,26            | 17,73            | 22,87            | 23,40            | 22,43            | 17,26            | 11,06            | 4,80             | −3,48            |                  |
| Середня температура, °C                       | −11,98           | −10,6            | −4,16            | 3,38             | 10,85            | 15,99            | 19,14            | 18,16            | 13,01            | 6,82             | 0,54             | −7,72            |                  |
| Середній мінімум, °C                          | −18,84           | −17,47           | −11,02           | −3,48            | 3,97             | 9,12             | 14,89            | 13,91            | 8,75             | 2,56             | −3,71            | −11,97           |                  |
| Норма опадів, мм                              | 90               | 61               | 76               | 76               | 93               | 88               | 101              | 96               | 95               | 87               | 97               | 91               |                  |
| Середньомісячна швидкість вітру, м/с          | 3.60             | 3.70             | 3.92             | 3.79             | 3.52             | 3.14             | 2.83             | 2.71             | 3.00             | 3.36             | 3.53             | 3.60             |                  |
| Середньомісячна сонячна радіація, кДж/м²·день | 5164             | 8383             | 12156            | 15716            | 18399            | 20310            | 19760            | 17567            | 12998            | 8141             | 4842             | 3976             |                  |
| --------------------------------------------- | ---------------- | ---------------- | ---------------- | ---------------- | ---------------- | ---------------- | ---------------- | ---------------- | ---------------- | ---------------- | ---------------- | ---------------- | ---------------- |
| Джерело:                                      |                  |                  |                  |                  |                  |                  |                  |                  |                  |                  |                  |                  |                  |